# Sant Pere (La Vansa Fornols)
Sant Pere es una entidad de población española del municipio de La Vansa Fornols, perteneciente a la provincia de Lérida, en la comunidad autónoma de Cataluña.

## Toponimia
El lugar puede aparecer referido como «Sant Pere» y «San Pere de Vansa».

## Historia
Hacia mediados del siglo XIX, el lugar ya pertenecía a La Vansa. Aparece descrito en el duodécimo volumen del Diccionario geográfico-estadístico-histórico de España y sus posesiones de Ultramar de Pascual Madoz con las siguientes palabras:

PERE DE VANSA (san): ald. en la prov. de Lérida, part. jud. de Seo de Urgel, dependiente del ayunt. y parr. de Vansa (V.).
(Madoz, 1849, p. 808)

En 2022, la entidad singular de población tenía empadronado un único habitante y el núcleo de población, el mismo.